# Estació d'Onze de Setembre
Onze de Setembre és una estació de la L9/L10 del metro de Barcelona. En aquesta estació del Tram 4 (La Sagrera – Can Zam / Gorg) hi tenen parada trens de la L9 Nord i la L10.
Se situa al barri de Sant Andreu de Palomar, al districte de Sant Andreu. L'estació té un sol accés amb escales mecàniques i ascensors, a la intersecció del carrer Virgili amb la rambla de l'Onze de Setembre. Cal destacar que fins a la inauguració d'aquesta estació la zona ha tingut un dèficit de transport públic.
La previsió inicial era obrir l'estació l'any 2004 i posteriorment l'any 2008. però donats els contratemps no es va posar en funcionament fins a l'any 2010.
| Metro de Barcelona     |                |       |            |                        |
| Procedència/Destinació | <              | Línia | >          | Procedència/Destinació |
| La Sagrera             | La Sagrera     |       | Bon Pastor | Can Zam                |
| La Sagrera             | La Sagrera     | Gorg  | Bon Pastor |                        |
| Projectat              |                |       |            |                        |
| Aeroport T1            | Sagrera \| TAV |       | Bon Pastor | Can Zam                |
| Pratenc                | Sagrera \| TAV |       | Bon Pastor | Gorg                   |

## Accessos
- Rambla Onze de Setembre - Carrer Virgili

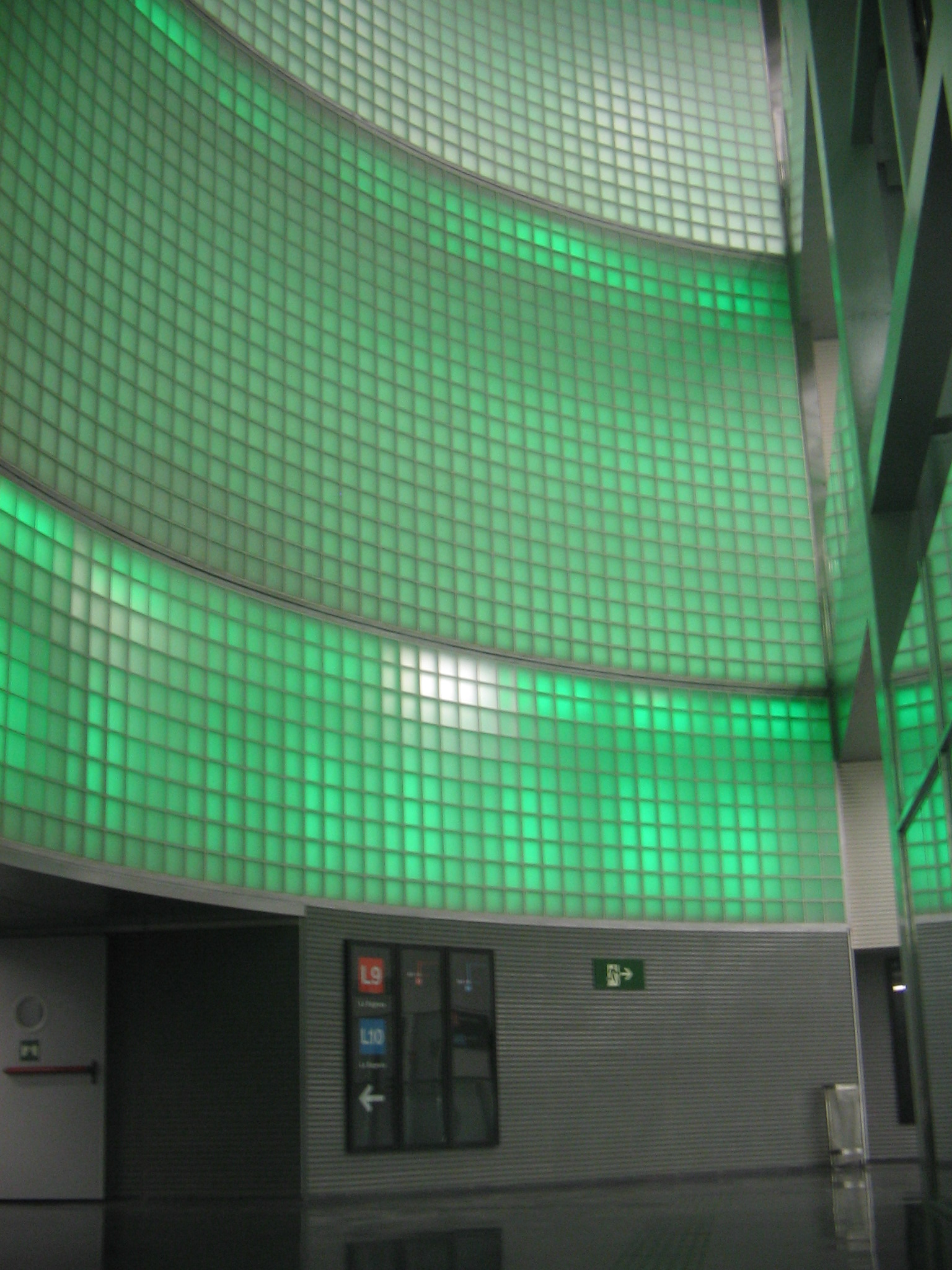
Vestíbul d'accés a la andana direcció La Sagrera.